# Einkommensäquivalente
Die Einkommensäquivalente, auch Vollzeitbeschäftigtenäquivalente, ist ein im Tourismus angewendeter Indikator, der zu Ermittlung der Wirkung und des Verhältnisses der Ausgaben der Besucher einer bestimmten Region (z. B. einer Nationalparkregion) auf das bzw. zum Einkommen der ansässigen Bevölkerung herangezogen wird.  Dazu wird die durch die Besucher der betreffenden Region generierte Wertschöpfung durch das durchschnittliche Einkommen je Einwohner in dieser Region dividiert.

## Beispiel
Anhand eines Beispiels aus dem  Nationalpark Bayerischer Wald soll die Bedeutung und Berechnung Einkommensäquivalente verdeutlicht werden.
Folgende Kenngrößen werden für die Berechnung benötigt:
- Einwohnerzahl der Nationalparkregion Bayerischer Wald: 32.617
- Volkseinkommen insgesamt: 469,3 Mio. Euro
- Wertschöpfung durch die Besucher des Nationalparks: 13.508.000 Euro

Aus den ersten beiden Kenngrößen ergibt sich ein durchschnittliches Einkommen von 14.387 Euro.
Nun werden das durchschnittliche Einkommen von 14.387 und die Wertschöpfung von 13.508.000 Euro in die Berechnung eingesetzt:
13.508.000 €/ 14.387 € = 938,9.
Folglich ist das Einkommen von etwa 939 Personen vom Tourismus im Nationalpark Bayerischer Wald abhängig.